# Orzeszki
Orzeszki (deutsch Zielonygrund, 1933 bis 1945 Schützengrund) ist ein Dorf in der polnischen Woiwodschaft Ermland-Masuren. Es gehört zur Gmina Rozogi (Landgemeinde Friedrichshof) im Powiat Szczycieński (Kreis Ortelsburg).

## Geographische Lage
Orzeszki liegt in der südlichen Mitte der Woiwodschaft Ermland-Masuren, 20 Kilometer südöstlich der Kreisstadt Szczytno (deutsch Ortelsburg).

## Geschichte
Für Zielony Grond – nach 1785 Zelonni Grondt und nach 1871 Zielonigrond genannt – wurde am 17. September 1739 das Gründungsprivileg ausgestellt. Von 1874 bis 1945 war das Dorf in den Amtsbezirk Wilhelmsthal (polnisch Pużary) im ostpreußischen Kreis Ortelsburg eingegliedert. 265 Einwohner zählte Zielonygrund im Jahre 1910.
Aufgrund der Bestimmungen des Versailler Vertrags stimmte die Bevölkerung in den Volksabstimmungen in Ost- und Westpreußen am 11. Juli 1920 über die weitere staatliche Zugehörigkeit zu Ostpreußen (und damit zu Deutschland) oder den Anschluss an Polen ab. In Zielonygrund stimmten 168 Einwohner für den Verbleib bei Ostpreußen, auf Polen entfielen 9 Stimmen.
Am 20. Juni 1933 beschloss man in Zielonygrund, das Dorf in „Schützengrund“ umzubenennen – wohl aus politisch-ideologischen Gründen der Abwehr fremdländisch klingender Ortsnamen. Die Einwohnerzahl im gleichen Jahr belief sich auf 227 und im Jahre 1939 auf 218.
Im Jahre 1945 wurde Schützengrund in Kriegsfolge innerhalb des gesamten südlichen Ostpreußen an Polen überstellt und erhielt die polnische Namensform „Orzeszki“. Heute ist das Dorf Sitz eines Schulzenamtes (polnisch Sołectwo) und somit eine Ortschaft im Verbund der Landgemeinde Rozogi (Friedrichshof) im Powiat Szczycieński (Kreis Ortelsburg), bis 1998 der Woiwodschaft Ostrołęka, seither der Woiwodschaft Ermland-Masuren zugehörig. Im Jahre 2011 zählte Orzeszki 268 Einwohner.

## Kirche
Bis 1945 war Zielonygrund resp. Schützengrund evangelischerseits in die Kirche Fürstenwalde bzw. in die Kirche Friedrichshof in der Kirchenprovinz Ostpreußen der Kirche der Altpreußischen Union, außerdem in die römisch-katholische Kirche Liebenberg im Bistum Ermland eingepfarrt.
Heute gehört Orzeszki katholischerseits zur Pfarrei in Klon im jetzigen Erzbistum Ermland. Die evangelischen Einwohner orientieren sich zur Kirche in Szczytno in der Diözese Masuren der Evangelisch-Augsburgischen Kirche in Polen.

## Schule
Seit 1830 gab es in Zielonygrund eine Volksschule. Der Unterricht wurde anfangs in Privaträumen erteilt. Erst 1840 wurde ein Schulhaus errichtet. Es war aus Holz gefertigt und musste 1912 durch einen Neubau ersetzt werden.

## Verkehr
Orzeszki liegt an einer Nebenstraße, die von Klon (Liebenberg) über Radostowo (Radostowen, 1936 bis 1945 Rehbruch) nach Księży Lasek (Fürstenwalde) führt. Eine Anbindung an den Bahnverkehr existiert nicht.